# مزایای گوشه‌گیر بودن (فیلم)
مزایای گوشه‌گیر بودن (به انگلیسی: The Perks of Being a Wallflower)، یک فیلم در ژانر درام و محصول سال ۲۰۱۲ آمریکا، به نویسندگی و کارگردانی استیون شباسکی است. فیلم‌نامه این فیلم براساس رمانی به همین نام نوشته خود شباسکی به رشته تحریر درآمده است. وقایع فیلم در سال ۱۹۹۲ رخ می‌دهد؛ لوگان لرمن در این فیلم در نقش پسر نوجوانی به نام چارلی کمکس ظاهر شده است که از اضطراب و افسردگی رنج می‌برد و در طی نامه‌هایی که برای دوست ناشناس خود ارسال می‌کند؛ وقایع زندگی خود و به خصوص حوادث سال اول دبیرستانش را تعریف می‌کند. اما واتسون، ازرا میلر، نینا دوبرو، پل راد، می ویتمن، کیت والش، دیلان مک‌درموت، جانی سیمونز، ملانی لینسکی و جون کیوسک از دیگر بازیگران فیلم هستند.
بحث ساخت فیلم اقتباسی از رمان مزایای گوشه‌گیر بودن، نخستین بار در سال ۱۹۹۹ مطرح شد. ابتدا قرار بود جان هیوز فیلم‌نامه اقتباسی را بنویسد اما او موفق به انجام این کار نشد و پرونده ساخت فیلم برای مدتی بسته شد. کمپانی مستر ماد به شباسکی پیشنهاد کرد که خودش فیلم‌نامه را کامل کند. شباسکی فیلم‌نامه را نوشت و به عنوان کارگردان نیز انتخاب شد. فیلم‌برداری این فیلم در ۹ مه آغاز و در ۲۹ ژوئن ۲۰۱۱ پایان یافت. پنسیلوانیا و پیتسبرگ لوکیشن‌های اصلی فیلم هستند. بعد از فیلم‌های دنیای روح و جونو مزایای گوشه‌گیر بودن سومین فیلم دربارهٔ مشکلات و مسائل نوجوانان است که جان مالکوویچ تهیه‌کننده آن بوده است.
 مزایای گوشه‌گیر بودن، نخستین بار در جشنواره بین‌المللی فیلم تورنتو ۲۰۱۲ و در تاریخ ۸ سپتامبر ۲۰۱۲ به روی پرده رفت. فیلم اکران سراسری خود را از تاریخ ۲۱ سپتامبر ۲۰۱۲ آغاز کرد. سامیت انترتینمنت مسئولیت اکران فیلم را برعهده داشت. فیلم با واکنش مثبت منتقدان و تماشاگران همراه بود و در زمینه فیلم‌نامه، موسیقی و تیم بازیگری مورد ستایش قرار گرفت.  مزایای گوشه‌گیر بودن، ۳۳ میلیون دلار در سطح جهان فروش کرد در حالی که بودجه ساختش ۱۳ میلیون دلار بود. هیئت ملی بازبینی فیلم، مزایای گوشه‌گیر بودن یکی از ده فیلم برتر سال ۲۰۱۲ معرفی کرد. همچنین فیلم در دیگر جشنواره‌های سینمایی مختلف، نامزد و برنده جوایز مختلفی شد: از جمله جایزه ایندیپندنت اسپیریت، جایزه گزینش منتقدان فیلم و جوایز برگزیده نوجوانان.

## داستان فیلم
چارلی نوجوان گوشه‌گیر و منزوی است که به تازگی وارد دبیرستان شده است. چارلی هیچ دوستی ندارد و اوقات فراغتش را با نوشتن نامه به دوست خیالی‌اش پر می‌کند. او در مدرسه مدام مورد آزار دانش‌آموزان سال‌های بالاتر قرار می‌گیرد اما سعی می‌کند با این موضوع کنار بیاید. یک شب که چارلی به ورزشگاه رفته تا بازی فوتبال را تماشا کند با یکی از همکلاسی‌های خود بنام پاتریک برخورد می‌کند و سپس با خواهر ناتنی او یعنی سم آشنا می‌شود.
آشنایی با سم و پاتریک زندگی چارلی را دگرگون می‌کند. چارلی با سم و پاتریک به رستوران و مراسم رقص می‌رود و به واسطه آن‌ها با جمعی از محبوب‌ترین بچه‌های دبیرستان آشنا می‌شود که باعث می‌شود زندگیش به مرور تغییر کند. در جریان یک مهمانی که سم و چارلی در حال صحبت هستند چارلی به سم می‌گوید که بهترین دوستش بنام مایکل یک ماه پیش خودکشی کرده و برای همین است که هیچ دوستی ندارد. سم از شنیدن این خبر جا می‌خورد و سعی می‌کند رابطه اش را با چارلی نزدیک‌تر کند. همچنین در جریان همین مهمانی، چارلی متوجه می‌شود که پاتریک همجنس گراست اما پاتریک از او می‌خواهد چیزی به بقیه نگوید.
رابطه چارلی با سم و پاتریک ادامه پیدا می‌کند و چارلی به سم کمک می‌کند که در آزمون ورودی دانشگاه پنسیلوانیا شرکت کند و موفق شود در آن قبول شود. با زمان نزدیک شدن به پایان سال تحصیلی و رفتن سم و پاتریک به شهری دیگر جهت زندگی و ادامه تحصیل چارلی دچار حالاتی عجیب می‌شود و دوباره کابوس‌ها و توهم‌هایی دربارهٔ مرگ خاله‌اش که رابطه بسیار نزدیکی با او داشته در ذهنش پدیدار می‌شود.
در مهمانی تلخ خداحافظی سم که همه بچه‌ها در آن جمع هستند چارلی بهترین کتاب‌هایش را به عنوان یادگاری به سم می‌دهد و بالاخره احساساتش را بر زبان می‌آورد و می‌گوید که او را دوست دارد. سم و چارلی شروع به بوسیدن یکدیگر می‌کنند اما چارلی ناگهان با ترس عقب می‌پرد انگار که چیزی وحشت‌انگیز یادش آمده باشد. روز بعد سم و پاتریک از شهر می‌روند و چارلی که دوباره تنها شده است در پیاده‌روی طولانیش به خانه و مرور خاطراتش سرانجام پی می‌برد زمانی که بچه بود توسط خاله‌اش مورد سوءاستفاده جنسی قرار می‌گرفته است. پی بردن به حقیقت چارلی را از حالت طبیعی خارج می‌کند باعث می‌شود منزوی‌تر از قبل شود.
مدتی از این اتفاق می‌گذرد و چارلی سعی می‌کند با کمک روان‌شناس و پدر و مادرش این ماجرا پشت‌سر بگذارد. یک شب که چارلی با خانواده‌اش مشغول خوردن شام است زنگ در به صدا در می‌آید و مشخصی می‌شود سم و پاتریک برای دیدن چارلی دوباره به شهر آمده‌اند. سم از زندگیش در دانشگاه می‌گوید و اینکه از اوضاع راضی است. چارلی به همراه سم و پاتریک سوار ماشین می‌شوند و به جاده می‌زنند. هنگام وارد شدن به تونل چارلی در حالی که مشغول گوش دادن به آهنگ مورد علاقه‌اش است از شیشه ماشین بیرون آمده و دستان خود را بالا می‌گیرد و آخرین نامه خود را به دوست خیالی‌اش این‌گونه تمام می‌کند: «در این لحظه قسم می‌خورم که ما بی‌کران هستیم…».

## بازیگران
- لوگن لرمان در نقش چارلی کلمکیس
- اما واتسون در نقش سم (سامانتا) باتوم
- ازرا میلر در نقش پاتریک استوارت
- می ویتمن در مری الیزابت
- پل راد در نقش آقای اندرسون، معلم انگلیسی چارلی
- نینا دوبرو در نقش کندیس، خواهر چارلی
- جانی سیمونز در نقش برد
- کیت والش در نقش خانم کلمکیس
- دیلان مک‌درموت در نقش آقای کلمکیس
- خوان کیوساک در نقش دکتر برتون

## ساخت

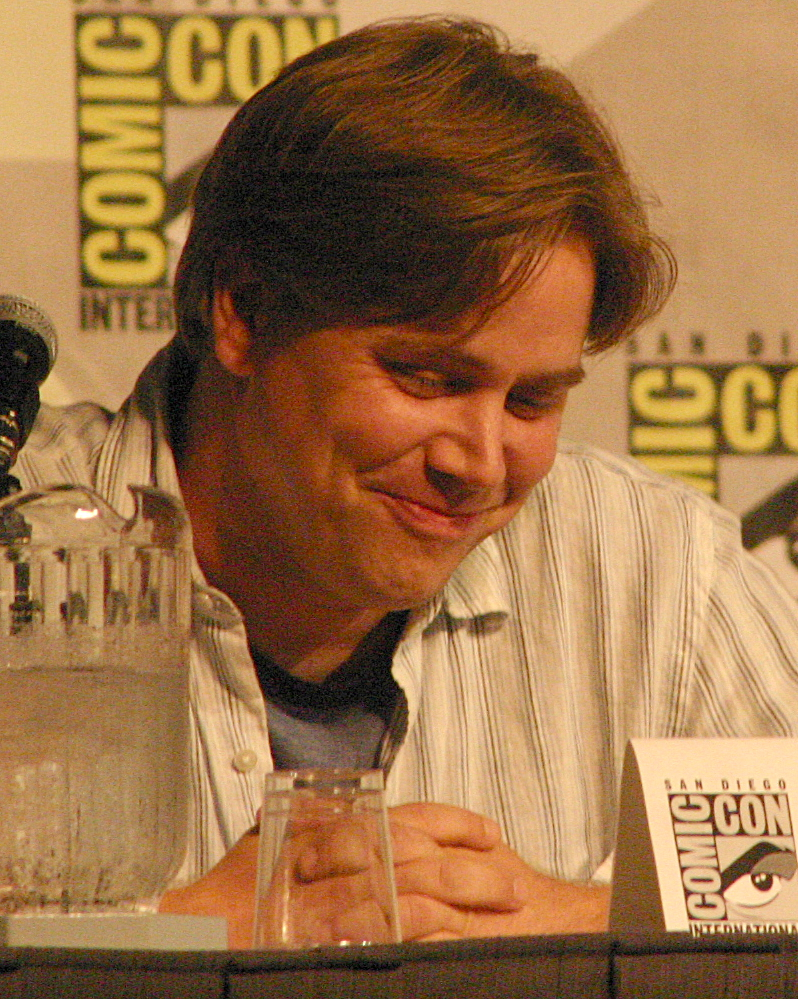
استیون شباسکی، نویسنده و کارگردان

استیون شباسکی رمان مزایای گوشه‌گیر بودن را در سال ۱۹۹۹ منتشر کرد. او این رمان را بر اساس تجربیات شخصی و دوران سخت زندگی خود که با مواردی همچون افسردگی درگیر بود نوشت که این کار نزدیک به پنج سال زمان برد.
شباسکی در طی یک مصاحبه اعلام کرد از همان زمان نگارش کتاب، همواره در فکر نسخه سینمایی آن بوده است: «این رؤیای همیشگی من بود که روزی بتوانم مزایای گوشه‌گیر بودن را به سینما بیاورم.» بعد از انتشار عمومی کتاب و محبوبیت آن نزد بسیاری از نوجوانان، چندین تهیه‌کننده به سراغ شباسکی رفتند تا او را راضی به ساخت فیلم کنند اما شباسکی چندان از ایده و نوع نگاه آن‌ها به داستان خوشش نیامد و تصمیم گرفت پیشنهاد آن‌ها را رد کند. او در این مورد گفته است: «من اصلاً دوست ندارم که تماشاگران به سینما بروند و ببیند که کتابی که دوستش دارند به یک فیلم بد تبدیل شده است. من به مخاطبان احترام می‌گذارم و معتقدم باید فیلمی ساخت که شایسته آن‌ها باشد.»
جان هیوز در همان سال ۱۹۹۹ که رمان برای اولین بار به بازار آمد آن را خواند و بسیار به آن علاقه‌مند شد و تصمیم گرفت فیلمی بر اساس آن بسازد. هیوز قصد داشت که خودش فیلم‌نامه اقتباسی را بنویسد و همچنین می‌خواست در نقش سه قهرمان اصلی قصه یعنی چارلی، پاتریک و سم به ترتیب شایا لابوف ،پاتریک فوگیت و کیرستن دانست ایفای نقش کنند. اما استیون شباسکی چندان تمایلی نداشت که فیلم توسط کسی غیر از خودش ساخته شود. ران هاوارد ،ریچارد لینکلیتر ،دنی بویل و رایان مورفی گزینه‌های کارگردانی فیلم بودند اما پروژه به سرانجام نرسید.
کمپانی مستر ماد که جان مالکوویچ صاحب آن است، به پروژه علاقه‌مند شد و پیشنهاد خود را با شباسکی در میان گذاشت. نظر کمپانی این بود که خود شباسکی هم فیلم‌نامه را بنویسد و هم آن را کارگردانی کند. خود جان مالکوویچ به اضافه دو نفر دیگر از کمپانی مستر ماد یعنی لانی هالفون و راسل اسمیت نیز تهیه‌کنندگی پروژه را برعهده گرفتند. در ژانویه ۲۰۱۱ سامیت انترتینمنت نیز به پروژه اضافه شد و مسئولیت اکران فیلم را برعهده گرفت. مدتی بعد نیز اعلام شد که فیلم برای اولین بار در جشنواره بین‌المللی فیلم برلین اکران خواهد شد.

### انتخاب بازیگران
در ماه مه ۲۰۱۰ خبر رسید که لوگن لرمان و اما واتسون برای بازی در فیلم قرارداد امضا کرده‌اند.ازرا میلر نیز مدتی بعد به پروژه پیوست. در آوریل ۲۰۱۱ نیز می ویتمن برای بازی در نقش مری الیزابت به پروژه پیوست. پل راد و نینا دوبرو دیگر بازیگرانی بودند که به مرور به تیم بازیگران اضافه شدند. تیم بازیگران با اضافه شدن کیت والش به پروژه در تاریخ ۹ مه ۲۰۱۱ تکمیل و فیلم وارد مرحله فیلمبرداری شد.

### فیلمبرداری
فیلمبرداری فیلم از مه ۲۰۱۱ در پیتسبرگ آغاز شد و تا اواخر ژوئن ۲۰۱۱ نیز ادامه داشت. پارک ساوت هیلز، شهرستان الگینی، پنسیلوانیا، خیابان کلیر تاون شیپ و دبیرستان تاون شیپ از جمله لوکیشن‌های اصلی فیلمبرداری بودند.
سکانس‌های مربوط به نمایش فیلم راکی هارور در سالن نمایش دورمونت هالیوود فیلمبرداری شد. این سالن نمایش در هنگام فیلمبرداری تعطیل بود اما به اصرار شباسکی باز شد و گروه توانستند از آن استفاده کنند. اصرار شباسکی برای فیلمبرداری در این سالن برای این بود که خودش در زمان نوجوانی در این سالن به روی صحنه رفته بود و با آن خاطره زیادی داشت.
سکانس تونل فیلم در تونل فورت پیت گرفته شد. پل فورت پیت و همچنین اتوبان ۳۷۶ اینتراستیت نیز از دیگر لوکیشن‌های خارجی فیلم بودند.

## موسیقی
موسیقی متن و ترانه‌های استفاده شده در داخل فیلم با استقبال بسیار بالایی از سوی طرفداران همراه شد. آلبوم موسیقی مزایای گوشه‌گیر بودن در دو آلبوم مجزا منتشر شد که یک آلبوم شامل موسیقی متن و آلبوم دوم شامل ترانه‌های استفاده شده در داخل فیلم بود.

### ترانه‌ها
ترانه‌های استفاده شده در فیلم توسط سرپرست گروه موسیقی یعنی الکساندرا پتاسیو انتخاب شد. مایکل بروک نیز که سازنده موسیقی متن اصلی فیلم بود در انتخاب ترانه‌ها مشارکت داشت. پتاسیو می‌خواست آهنگ‌ها به خوبی نشان دهنده حس و حال شخصیت‌های اصلی فیلم به خصوص چارلی باشند. او معتقد است که ترانه‌های انتخاب شده و ترتیب استفاده آن‌ها در فیلم نشانگر حال و هوای شخصیت‌های اصلی در دوران مختلف می‌باشد.
نویسنده و کارگردان فیلم یعنی شباسکی دربارهٔ ترانه‌های فیلم نوشت:"من یک سری از آهنگ‌های مورد علاقه خودم در دهه نود را برای دوستانم فرستادم و آن‌ها ترانه‌های مورد علاقه خود را برای من ارسال کردند و با هم مشورت کردیم. تقریباً هر آهنگی در میانشان بود. بعضی از ترانه‌ها چندان مشهور نبودند اما همه آن‌ها در یک‌کلام فوق‌العاده بودند. این ترانه‌ها برای من بسیار معنی داشتند و واقعاً می‌خواستم از آن‌ها در فیلم استفاده کنم تا افراد بیشتری با آن‌ها آشنا بشوند. به نظرم هرکسی در زندگیش به این آهنگ‌ها نیاز پیدا می‌کند. ”

### تبلیغات و بازاریابی
آلبوم ترانه‌های فیلم با مدت زمان ۱ ساعت و ۴۸ دقیقه توسط آتلانتیک رکوردز و در تاریخ ۱ اوت ۲۰۱۲ منتشر شد. پوستر آلبوم که در نمایش‌های سینمایی هم استفاده شد سه شخصیت اصلی را در زمینه سبز رنگ نشان می‌داد در حالی که اما واتسون سر خود را روی شانه لوگن لرمن گذاشته است. در پوستر هم یکی از دیالوگ‌های معروف کتاب و فیلم دیده می‌شد:"ما بی کران هستیم. ”.
همچنین ترانه معروف دیگه وقتشه از گروه موسیقی ایمجین دراگنز برای تریلر فیلم استفاده شده که بازخوردهای بسیار مثبتی داشت.

### موسیقی متن
موسیقی متن اصلی فیلم توسط مایکل بروک ساخته شده است. بروک ۹ قطعه برای فیلم ساخت که در مجموع ۲۳:۴۱ دقیقه موسیقی را شامل می‌شد. بروک تمرکز خود را بر روی شخصیت چارلی گذاشته بود و تقریباً تمامی قطعاتی که ساخت حالتی غم‌انگیز داشتند که نشانگر گوشه‌گیر بودن شخصیت چارلی می‌باشد. آلبوم در تاریخ ۲۵ سپتامبر ۲۰۱۲ منتشر و با استقبال بالایی همراه شد.

### قطعه‌ها
| شماره | نام                | مدت  |
| ----- | ------------------ | ---- |
| ۱.    | «روز اول»          | ۲:۳۲ |
| ۲.    | «دوباره خانه»      | ۱:۴۰ |
| ۳.    | «سخنرانی چارلی»    | ۲:۰۳ |
| ۴.    | «کندیس»            | ۱:۴۶ |
| ۵.    | «هدیه چارلی»       | ۰:۵۵ |
| ۶.    | «بوسه سقوط»        | ۵:۱۲ |
| ۷.    | «اسید»             | ۳:۱۳ |
| ۸.    | «اولین بوسه چارلی» | ۳:۳۴ |
| ۹.    | «شرمندگی»          | ۲:۴۷ |

## اکران
ابتدا تاریخ اکران فیلم ۱۴ سپتامبر ۲۰۱۲ اعلام شد اما این تاریخ یک هفته به تأخیر افتاد و فیلم اکران گسترده خود را در ۲۱ سپتامبر شروع کرد. اکران جهانی فیلم نیز دو روز بعد شروع و مزایای گوشه‌گیر بودن در کشورهای مختلف به روی پرده رفت.

### درجه سنی
درجه سنی فیلم ابتدا بخاطر وجود صحنه‌هایی نظیر مصرف مواد مخدر و صحنه‌های همجنسگرایانه R بود. به این معنی که افراد زیر هفده سال اجازه تماشای فیلم را در سالن سینما ندارند اما با حذف برخی از این صحنه‌ها فیلم درجه PG-13 گرفت که به معنای این است که تنها افراد زیر سیزده سال اجازه تماشای فیلم را ندارند.

### گیشه
مزایای گوشه‌گیر فروش نسبتاً خوبی داشت و تماشاگران از آن استقبال کردند. فیلم ۱۷٬۷۴۲٬۹۴۸ میلیون دلار در آمریکا و کانادا و ۱۵٬۶۴۱٬۱۷۹ میلیون دلار نیز در باقی نقاط دنیا فروخت تا در مجموع ۳۳٬۳۸۴٬۱۲۷ میلیون دلار بلیط فروخته باشد.

## بازخوردها
مزایای گوشه‌گیر بودن با استقبال بالایی از سوی منتقدان و به خصوص تماشاگران همراه شد و جوایز مختلفی نیز کسب کرد.

### منتقدان
راتن تومیتوز گزارش کرد که ۸۶٪ منتقدان نسبت به فیلم نظر مثبتی داشته‌اند که این درصد از روی ۱۵۱ نقد به‌دست آمده است که در مجموع نمره ۷٫۴/۱۰ را نصیب فیلم می‌کند. نظرات کلی منتقدان راتن تومیتوز می‌گوید: «مزایای گوشه‌گیر بودن درام جذاب و صادقانه‌ای دارد و گروه بازیگران فیلم نیز بسیار قوی هستند.» سایت متاکریتیک نیز به فیلم نمره ۶۷/۱۰۰ داده که این میانگین از روی ۳۶ نقد به‌دست آمده است. متاکریتیک اعلام کرد که نظرات پیرامون فیلم «اغلب مثبت» است.
- ایان باکوالتر از آتلانتیک به فیلم نمره کامل داد و درباره‌اش نوشت: «هر سه بازیگر اصلی فیلم اجرای فوق‌العاده‌ای دارند. اما واتسون که به واسطه یک دهه حضور در نقش هرماینی گرنجر در سری فیلم‌های هری پاتر آشناترین چهره فیلم برای ماست خیلی زود می‌تواند کلیشه ذهنیمان را بشکند و تصویر دیگری از خودش ارائه بدهد. ازرا میلر که پیش تر در باید دربارهٔ کوین حرف بزنیم توانایی بازیگری خود را ثابت کرده بود در اینجا موفق می‌شود در هر سکانسی که پاتریک حضور دارد آن را برای خود کند. در آخر اما لوگان لرمن که در فیلم پرسی جکسون و المپ‌نشینان: دزد صاعقه او را دیده بودیم موفق شده بازی درخشانی از خود ارائه دهد. بازی او در نقش نوجوانی منزوی تحسین‌برانگیز است. نقش او ایجاب می‌کند که از همان اول به او اعتماد کنیم اما سوی تاریک شخصیت او که در اواخر فیلم خود را بروز می‌دهد نکته اصلی این شخصیت است که لرمن به خوبی آن را درک کرده است.»[۳۸]
- جان اندرسون در نیوزدی از عملکرد بازیگران فیلم تقدیر کرد و نوشت: «بازی اما واتسون در نقش سم همانی است که باید باشد. دختری که اهل روابط زیاد است و حتی رگه‌هایی از بدجنسی در خود دارد و می‌خواهد پیش از رفتن به کالج خود را آمادهٔ زندگی دانشجویی کند. اما بازی ازرا میلر از واتسون نیز درخشان‌تر است. او در نقش پسری همجنسگرا توانسته غم نهفته در وجود پاتریک را پیدا و برایمان تصویر کند. پل راد در نقش معلم دبیرستانی متفکر، شگفت‌انگیز است و لوگان لرمن در نقش چارلی نیز بسیار خوب است. سکوت‌ها و بازی بدن او ظریف و جذاب است و به خوبی نشان دهنده یک نوجوان است.»[۳۹]
- آلیسون لایزگنا در مای فیلم نظر مثبتی دربارهٔ مزایای گوشه‌گیر بودن داشت. او در بخشی از نقد خود نوشت: «مزایای گوشه‌گیر بودن به خوبی نشان می‌دهد که حتی اگر دبیرستان برایتان تبدیل به میدان نبرد و زورگویی شد شما بازهم می‌توانید متحدینی پیدا کنید و به نبردشان بروید. همچنین نشان می‌دهد همه ما آینده روشنی داریم و فقط کافی است این مسئله را بپذیریم.»[۴۰]

البته همه منتقدان نظر کاملاً مثبتی بر روی فیلم نداشتند و به خصوص بعضی از آن‌ها دربارهٔ بعضی از مسائل جنسی فیلم به فیلمساز خرده گرفتند و معتقد بودند فیلم تصویر یک طرفه‌ای از زندگی نوجوانان ارائه داده است.منتقد میامی هرالد که نظر متوسطی دربارهٔ فیلم داشته است در قسمتی از نقد خود نوشته: «ماجرای خودکشی بهترین دوست چارلی که از زبان او می‌شنویم جای کار بسیار زیادتری داشت و باید بیشتر دربارهٔ آن توضیح داده می‌شد. به خصوص اینکه مرگ این شخصیت یکی از مهم‌ترین دلایل منزوی شدن چارلی است.» جک ویلسون در دی ایج نوشت: «موقعیت‌های موجود در فیلم‌نامه در بیشتر اوقات غیرواقعی است و فیلمساز با استفاده از صحنه‌های مصرف مواد مخدر و مسائل جنسی و البته غم و اندوه بی پایانش سعی در جذب بیننده دارد اما این حقیقت جامعه نوجوانان آمریکا نیست.»ریچارد کورلیس در مجله تایم با مقایسه بازیگران نوجوان فیلم با فیلم هذرها عملکرد آن‌ها را ضعیف دانست.
مجله کامپلکس، یو. اس ویکلی و شبکه ام‌تی‌وی مزایای گوشه‌گیر بودن را بهترین فیلم ۲۰۱۲ معرفی کردند.

### جوایز
این فیلم نامزد دریافت ۳۹ جایزه گردید و موفق شد ۱۴ جایزه را به‌دست‌آورد.
| جایزه                                     | تاریخ          | رشته                           | دریافت‌کننده                              | نتیجه    | منبع   |
| ----------------------------------------- | -------------- | ------------------------------ | ---------------------------------------- | -------- | ------ |
| انجمن منتقدان فیلم بوستون                 | ۹ دسامبر ۲۰۱۲  | بهترین بازیگر نقش مکمل مرد     | ازرا میلر                                | برنده    | [ ۴۷ ] |
| انجمن منتقدان فیلم بوستون                 | ۹ دسامبر ۲۰۱۲  | بهترین بازیگر نقش مکمل زن      | اما واتسون                               | نامزدشده | [ ۴۷ ] |
| انجمن منتقدان فیلم شیکاگو                 | ۱۷ دسامبر ۲۰۱۲ | بهترین فیلم‌نامه اقتباسی        | استیون شباسکی                            | نامزدشده | [ ۴۸ ] |
| انجمن منتقدان فیلم شیکاگو                 | ۱۷ دسامبر ۲۰۱۲ | وفادارترین فیلم‌ساز             | استیون شباسکی                            | نامزدشده | [ ۴۸ ] |
| جایزه گزینش منتقدان فیلم                  | ۱۰ ژانویه ۲۰۱۳ | بهترین فیلم‌نامه اقتباسی        | استیون شباسکی                            | نامزدشده | [ ۴۹ ] |
| جایزه گزینش منتقدان فیلم                  | ۱۰ ژانویه ۲۰۱۳ | بهترین بازیگر جوان             | لوگان لرمن                               | نامزدشده | [ ۴۹ ] |
| انجمن منتقدان فیلم دیترویت                | ۱۴ دسامبر ۲۰۱۲ | ستاره نوظهور                   | استیون شباسکی                            | نامزدشده | [ ۵۰ ] |
| انجمن منتقدان فیلم دیترویت                | ۱۴ دسامبر ۲۰۱۲ | بهترین فیلم‌نامه                | استیون شباسکی                            | نامزدشده | [ ۵۰ ] |
| انجمن منتقدان فیلم دیترویت                | ۱۴ دسامبر ۲۰۱۲ | بهترین بازیگر نقش مکمل مرد     | ازرا میلر                                | نامزدشده | [ ۵۰ ] |
| جوایز دوریان                              | ۱۸ ژانویه ۲۰۱۳ | بهترین فیلم ال‌جی‌بی‌تی           | مزایای گوشه‌گیر بودن                      | نامزدشده | [ ۵۱ ] |
| جایزه رسانه‌ای گلد                         | ۱۰ آوریل ۲۰۱۳  | بهترین فیلم مستقل              | مزایای گوشه‌گیر بودن                      | برنده    | [ ۵۲ ] |
| جشنواره فیلم هالیوود                      | ۲۳ اکتبر ۲۰۱۲  | جایزه اسپاتلایت                | ازرا میلر                                | برنده    | [ ۵۳ ] |
| جایزه ایندیپندنت اسپیریت                  | ۲۳ فوریه ۲۰۱۳  | بهترین فیلم مستقل              | استیون شباسکی، جان مالکوویچ و راسل اسمیت | برنده    | [ ۵۴ ] |
| جایزه سینمایی و تلویزیونی ام‌تی‌وی          | ۱۴ آوریل ۲۰۱۳  | بهترین بازیگر نقش اول زن       | اما واتسون                               | نامزدشده | [ ۵۵ ] |
| جایزه سینمایی و تلویزیونی ام‌تی‌وی          | ۱۴ آوریل ۲۰۱۳  | بهترین بازیگر نقش مکمل مرد     | ازرا میلر                                | نامزدشده | [ ۵۵ ] |
| جایزه سینمایی و تلویزیونی ام‌تی‌وی          | ۱۴ آوریل ۲۰۱۳  | بهترین بوسه                    | اما واتسون و لوگان لرمن                  | نامزدشده | [ ۵۵ ] |
| جایزه سینمایی و تلویزیونی ام‌تی‌وی          | ۱۴ آوریل ۲۰۱۳  | بهترین سکانس موزیکال           | اما واتسون، لوگان لرمن و ازرا میلر       | نامزدشده | [ ۵۵ ] |
| هیئت ملی بازبینی فیلم                     | ۸ ژانویه ۲۰۱۳  | ۱۰ فیلم برتر سال               | مزایای گوشه‌گیر بودن                      | برنده    | [ ۵۶ ] |
| جایزه برگزیده مردم                        | ۹ ژانویه ۲۰۱۳  | بهترین فیلم درام               | مزایای گوشه‌گیر بودن                      | برنده    | [ ۵۷ ] |
| جایزه برگزیده مردم                        | ۹ ژانویه ۲۰۱۳  | بهترین بازیگر زن فیلم درام     | اما واتسون                               | برنده    | [ ۵۷ ] |
| انجمن منتقدان فیلم سن دیگو                | ۱۱ دسامبر ۲۰۱۲ | بهترین فیلم‌نامه اقتباسی        | استیون شباسکی                            | نامزدشده | [ ۵۸ ] |
| انجمن منتقدان فیلم سن دیگو                | ۱۱ دسامبر ۲۰۱۲ | بهترین بازیگر نقش اول زن       | اما واتسون                               | برنده    | [ ۵۸ ] |
| انجمن منتقدان فیلم سن دیگو                | ۱۱ دسامبر ۲۰۱۲ | بهترین تیم بازیگری             | مزایای گوشه‌گیر بودن                      | برنده    | [ ۵۸ ] |
| جشنواره بین‌المللی سنتا باربارا            | ۲۹ ژانویه ۲۰۱۳ | جایزه ویژه هنری                | ازرا میلر                                | برنده    | [ ۵۹ ] |
| انجمن منتقدان فیلم سنت لوئیس              | ۱۷ دسامبر ۲۰۱۲ | بهترین فیلم‌نامه اقتباسی        | استیون شباسکی                            | نامزدشده | [ ۶۰ ] |
| انجمن منتقدان فیلم سنت لوئیس              | ۱۷ دسامبر ۲۰۱۲ | بهترین بازیگر نقش اول زن       | اما واتسون                               | نامزدشده | [ ۶۰ ] |
| جوایز برگزیده نوجوانان                    | ۱۱ اوت ۲۰۱۳    | بهترین فیلم درام               | مزایای گوشه‌گیر بودن                      | برنده    | [ ۶۱ ] |
| جوایز برگزیده نوجوانان                    | ۱۱ اوت ۲۰۱۳    | بهترین بازیگر نقش اول مرد درام | لوگان لرمن                               | برنده    | [ ۶۱ ] |
| جوایز برگزیده نوجوانان                    | ۱۱ اوت ۲۰۱۳    | بهترین بازیگر نقش اول زن درام  | اما واتسون                               | برنده    | [ ۶۱ ] |
| جوایز برگزیده نوجوانان                    | ۱۱ اوت ۲۰۱۳    | بهترین بازیگر مرد نوظهور       | ازرا میلر                                | نامزدشده | [ ۶۱ ] |
| جوایز برگزیده نوجوانان                    | ۱۱ اوت ۲۰۱۳    | بهترین بوسه                    | لوگان لرمن و اما واتسون                  | نامزدشده | [ ۶۱ ] |
| انجمن فیلم‌نامه‌نویسان کالیفرنیا            | ۹ فوریه ۲۰۱۳   | بهترین فیلم‌نامه اقتباسی        | استیون شباسکی                            | نامزدشده | [ ۶۲ ] |
| انجمن منتقدان فیلم منطقه واشینگتن، دی.سی. | ۱۰ دسامبر ۲۰۱۲ | بهترین فیلم‌نامه اقتباسی        | استیون شباسکی                            | نامزدشده | [ ۶۳ ] |
| انجمن منتقدان فیلم منطقه واشینگتن، دی.سی. | ۱۰ دسامبر ۲۰۱۲ | بهترین بازیگر جوان             | لوگان لرمن                               | نامزدشده | [ ۶۳ ] |
| انجمن نویسندگان آمریکا                    | ۱۷ فوریه ۲۰۱۳  | بهترین فیلم‌نامه اقتباسی        | استیون شباسکی                            | نامزدشده | [ ۶۴ ] |